# Pasupati Nagar
Pasupati Nagar – gaun wikas samiti we wschodniej części Nepalu w strefie Meći w dystrykcie Ilam. Według nepalskiego spisu powszechnego z 2001 roku liczył on 1623 gospodarstw domowych i 7933 mieszkańców (3907 kobiet i 4026 mężczyzn).